# أيلود ثنائي الورق
أيلود ثنائي الورق (الاسم العلمي:Elodea bifoliata) هو نوع من النباتات يتبع جنس الأيلود من الفصيلة الحب المائية.